# Gudō Wafu Nishijima
Gudō Wafu Nishijima (西嶋愚道和夫 Nishijima Gudō Wafu, 29 de noviembre de 1919 – 28 de enero de 2014) fue un monje budista y maestro zen japonés.

## Biografía
Gudō Nishijima nació en Yokohama en 1919. En 1940, se convirtió en alumno del maestro zen Kōdō Sawaki. Poco después del final de la Segunda Guerra Mundial, Nishijima se licenció en derecho en la Universidad de Tokio y comenzó una carrera en las finanzas. En 1973 fue ordenado monje budista por Rempō Niwa, líder en aquel momento de la escuela Sōtō Zen. Cuatro años después, Niwa le otorgó la transmisión del Dharma, aceptándolo formalmente como uno de sus sucesores. Nishijima continuó su carrera profesional hasta 1979, dedicándose a partir de entonces de manera exclusiva a la enseñanza budismo y a la publicación de textos relacionados con el mismo.
Nishijima fue autor y traductor de varios libros en japonés e inglés, destacando el Shōbōgenzō de Eihei Dōgen (junto a su heredero del Dharma, Mike Chodo Cross) y el Mūlamadhyamakakārikā de Nāgārjuna.
Gudō Nishijima tuvo numerosos discípulos, algunos de ellos occidentales tales como Brad Warner, Mike Chodo Cross, Eric Jiun Romeluère, Gustav Ericsson, Michael Luetchford, Gil Alon, Pedro Kaiten Piquero, Yudo Jürgen Seggelke o Jundo Cohen.
Gudō Wafu Nishijima murió en Tokio el 28 de enero de 2014.

## Tres filosofías y una realidad
Mientras estudiaba el Shōbōgenzō, Gudō Nishijima desarrolló una teoría llamada "tres filosofías y una realidad", la cual presentaba su interpretación distintiva de las Cuatro Nobles Verdades budistas y explicaba el sistema de escritura de Eihei Dōgen. Según Nishijima, Dōgen construyó cuidadosamente el Shōbōgenzō de acuerdo con una estructura cuádruple, en la que describió cada tema desde cuatro perspectivas diferentes. La primera es la "idealista", "abstracta", "espiritual" o "subjetiva"; Gudō Nishijima decía que esta es la interpretación correcta de la primera Noble Verdad (en el budismo convencional, dukkha). La segunda perspectiva es la "concreta", "materialista", "científica" u "objetiva" (en el budismo dominante, samudaya). La tercera se describe como una integración de las dos primeras en la acción (en la corriente principal budista, nirodha). La cuarta perspectiva es la realidad en sí misma, la cual, según Nishijima, no se puede contener en la filosofía o expresar con palabras, pero que Dōgen intentó sugerir de manera poética y simbólica. En el budismo convencional, la cuarta Noble Verdad es el Óctuple Sendero.
Nishijima afirmaba que "el budismo es simplemente humanismo", y explicaba la enseñanza de Dōgen sobre la práctica de zazen en términos de equilibrar el sistema nervioso autónomo. 